# 39型卵狀手榴彈

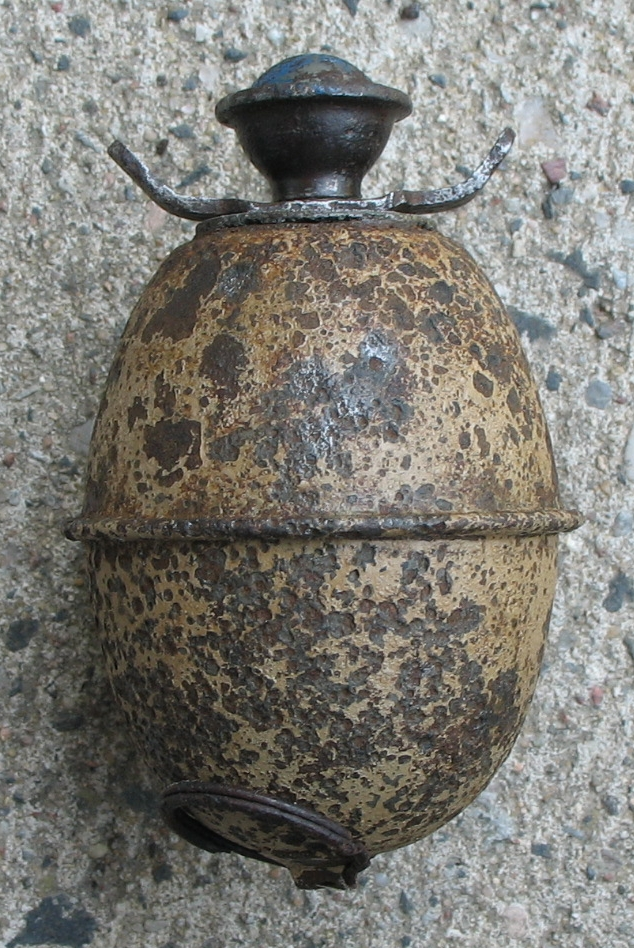
Model 39 grenade

39型卵狀手榴彈（德語：Eihandgranate 39）是第二次世界大戰期間德軍所產的手榴彈。1939年開始生產，直至戰爭結束為止。39型卵狀手榴彈使用的引信是跟43型柄式手榴彈的一樣的BZE 39式引爆器。要使用手榴彈時，先要打開其圓蓋，再拉動拉繩，再向敵軍投出。
圓蓋的顏色代表其引信的燃燒時間。通常情況下，會使用4秒左右的延遲引信。然而，如果這一枚手榴彈是用作一個固定的詭雷，將使用瞬時引信。當敵軍發現這顆看似被丟棄的手榴彈時，很可能會嘗試使用它們，但當他們拉掉拉繩之際，就會被炸成碎片。另一種使用這種詭雷情況是，手榴彈的瞬時引信連著一座建築物的門框。當門被打開時，手榴彈會馬上引爆。